# Juan José Hernández
Juan José Luciano Hernández (Buenos Aires, 13 de diciembre de 1798 - Caseros, 3 de febrero de 1852) fue un militar argentino que participó en la lucha contra los indígenas y en las guerras civiles argentinas. Murió en la Batalla de Caseros.

## Biografía
Hijo de José Gregorio Hernández Plata –comerciante nacido en Jerez de los Caballeros, Provincia de Badajoz, España, en 1760– y de María Antonia de los Santos Rubio y Moreno, de los cuales nacieron también el coronel Eugenio Hernández y Pedro Pascual Rafael Hernández, padre del poeta José Hernández, autor del Martín Fierro.
Tras recibir su educación en Buenos Aires y haberla completado en Cádiz entre 1814 y 1819, se incorporó como oficial de cazadores a las milicias de Buenos Aires bajo el mando del mayor Ángel Pacheco en 1820. Participó del asalto a San Nicolás de los Arroyos, del combate de Pavón y de la Batalla de Gamonal.
Durante los años siguientes prestó servicio en la frontera con los indígenas a órdenes del coronel Domingo Sáez, hallándose en varios combates en Salto y Monte. Participó en la campaña del gobernador Martín Rodríguez al sur de la provincia de Buenos Aires, participando en la fundación de Tandil y en varios enfrentamientos con los indígenas a órdenes del coronel prusiano Federico Rauch.
En expediciones posteriores llegó hasta la Sierra de la Ventana a órdenes de los coroneles Nicolás Granada y Rauch.
Se incorporó al ejército de la Guerra del Brasil y participó en la Batalla de Ituzaingó. Al regresar a Buenos Aires, en enero de 1828 fue ascendido al grado de mayor y prestó servicios en la Isla Martín García. Pasó después a órdenes de Fructuoso Rivera en la campaña de las Misiones Orientales. Fue destinado a la guarnición de Itaquí y posteriormente a las de São Borja y Cruz Alta. A su retorno le fue reconocido el grado de teniente coronel.
Participó en la guerra contra el gobierno de Juan Lavalle – que había derrocado y fusilado al gobernador legal Manuel Dorrego – a órdenes de Juan Manuel de Rosas. A fines de 1829 se incorporó al cuerpo de “patricios” de San Miguel del Monte, llamado también de los Colorados del Monte. A principios del año siguiente volvió a Salto.
En 1831 participó en la campaña contra la Liga del Interior y tomó parte en la Batalla de Fraile Muerto.
Al retornar a Buenos Aires pasó a ser edecán del gobernador y participó en la Campaña de Rosas al Desierto de 1833, donde tuvo una destacada actuación en las operaciones hacia y desde la Isla Choele Choel, incluyendo una campaña hacia el río Colorado, que exploró a lo largo de varias leguas.
Fue ascendido al grado de coronel en enero de 1835, y en el mes de marzo fue nombrado comandante militar de Patagones – en reemplazo del teniente coronel Sebastián Olivera – cargo que ocupó hasta diciembre de 1841.
Cuando volvió a Buenos Aires ejerció el mando de varias unidades de la ciudad y de sus alrededores, ejerciendo a veces como edecán del gobernador Rosas.
Al producirse la invasión de la provincia de Buenos Aires por el Ejército Grande de Justo José de Urquiza fue nombrado jefe de uno de los agrupamientos de infantería, formado por 8 batallones de infantería y varias piezas de artillería, al frente del cual participó en la Batalla de Caseros; en el dispositivo de combate compartía el mando de su agrupamiento con el coronel Jerónimo Costa. Pese al esfuerzo de Costa y Hernández, las tropas puestas a sus órdenes comenzaron a dispersarse apenas comenzada la batalla; la fracción de Costa pudo ser reunida por algún tiempo, pero los hombres de Hernández huyeron en desbandada, hiriendo de muerte a su jefe, que intentaba reorganizarlos.
Su cadáver irreconocible fue identificado en el campo de batalla dos días más tarde, gracias a su perro, que permaneció junto a él. Fue sepultado en el Cementerio de la Recoleta, en la ciudad de Buenos Aires.